# Gettysburg Address

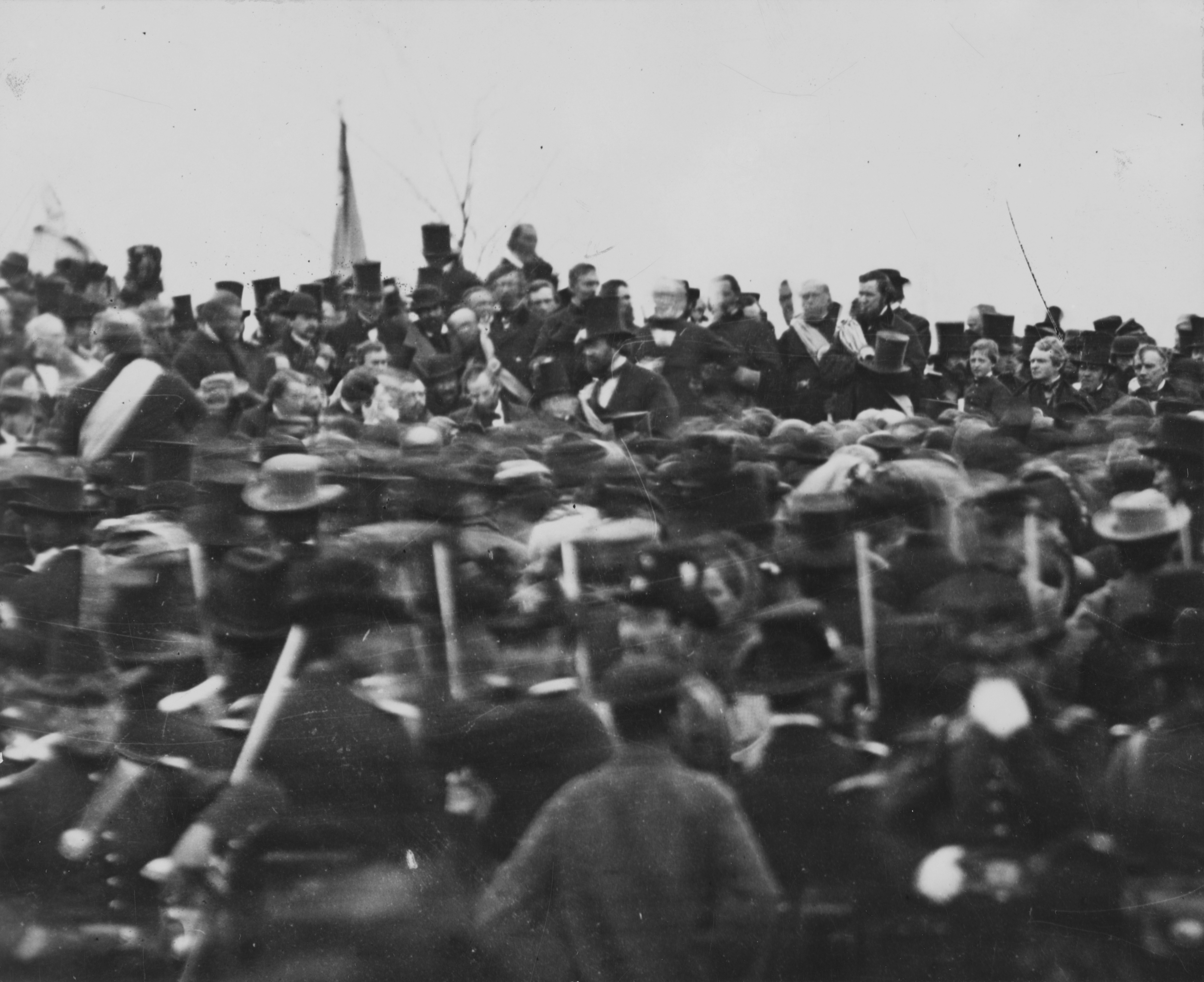
Lincoln te Gettysburg

De Gettysburg Address is een korte toespraak van Amerikaans president Abraham Lincoln, uitgesproken op 19 november 1863 bij de wijding van het Soldier’s National Cemetery te Gettysburg in de staat Pennsylvania.
Lincoln was een van de twee genodigde sprekers bij de wijding van het graf van 7.863 Amerikanen die gesneuveld waren bij de Slag bij Gettysburg. De hoofdgenodigde was de bekende spreker Edward Everett, die een speech van net geen twee uur hield. Lincoln was als ‘achterafje’ uitgenodigd en hield een speech van 266 woorden, minder dan twee minuten - niet eens genoeg tijd voor de fotograaf om een foto te nemen. Lincoln zelf was niet tevreden over zijn toespraak en publiceerde later een tweetal gereviseerde edities. De ontvangst was in eerste instantie gemengd.
In zijn korte toespraak probeerde Lincoln samen te vatten waarom de sprekers en toehoorders die dag tezamen waren. Hij sprak over de reden achter het ontstaan van de jonge republiek der Verenigde Staten en waarom een verschrikkelijke oorlog die republiek nu in tweeën aan het scheuren was. En waarom de mensen die begraven waren op dat kerkhof hun offer hadden gebracht.
Lincolns korte en simpele toespraak wordt beschouwd als de meest elegante en beeldschone samenvatting van de Amerikaanse Burgeroorlog die er is - de reden waarom hij gevochten werd, het hogere doel achter al de ellende die hij bracht, de drijfveren van de gehele Amerikaanse samenleving in die tijd. Generaties Amerikaanse schoolkinderen hebben deze woorden uit het hoofd geleerd en Lincolns poëtische woorden zijn vereeuwigd op het Lincoln Memorial.

Four score and seven years ago our fathers brought forth upon this continent a new nation, conceived in liberty and dedicated to the proposition that all men are created equal.
Now we are engaged in a great civil war, testing whether that nation, or any nation so conceived and so dedicated, can long endure. We are met on a great battlefield of that war. We have come to dedicate a portion of that field as a final resting place for those who here gave their lives that that nation might live. It is altogether fitting and proper that we should do this.
But in a larger sense, we cannot dedicate, we cannot consecrate, we cannot hallow this ground. The brave men, living and dead, who struggled here, have consecrated it far above our poor power to add or detract.
The world will little note, nor long remember, what we say here, but it can never forget what they did here. It is for us, the living, rather, to be dedicated here to the unfinished work which they who fought here, have thus far so nobly advanced. It is rather for us to be here dedicated to the great task remaining before us, that from these honored dead we take increased devotion to that cause for which they gave the last full measure of devotion; that we here highly resolve that these dead shall not have died in vain; that this nation, under God, shall have a new birth of freedom, and that government of the people, by the people, for the people, shall not perish from the earth.

Zevenentachtig jaar geleden brachten onze vaderen op dit continent een nieuwe natie voort, ontstaan in vrijheid en toegewijd aan het beginsel dat alle mensen als gelijken zijn geschapen.
Nu zijn we verwikkeld in een grote burgeroorlog, die beproeft of deze natie, of elke natie zo ontstaan en toegewijd, lang stand kan houden. We zijn bijeen op een groot slagveld van die oorlog. We zijn gekomen om een deel van dat veld toe te wijden als laatste rustplaats voor hen die hier hun levens gaven opdat deze natie mocht leven. Het is volkomen gepast en juist dat wij dit doen.
Maar in ruimere zin kunnen wij deze grond niet toewijden, wij haar niet zegenen, wij haar niet heiligen. De dappere mannen, overlevenden en gesneuvelden, die hier streden hebben haar gezegend ver boven onze armzalige macht daaraan toe of af te doen.
De wereld zal amper opmerken, noch lang onthouden, wat wij hier zeggen, maar ze kan nooit vergeten wat zij hier deden. Het is veeleer aan ons, de levenden, om hier toegewijd te zijn aan het onvoltooide werk dat zij die hier vochten tot nu toe zo nobel hebben bespoedigd. Het is veeleer aan ons om hier toegewijd te zijn aan de grote taak die voor ons overblijft: dat wij uit deze geëerde doden een versterkte passie kunnen putten voor het doel waarvoor zij het laatste, grootste offer van toewijding gaven; dat we hier zeer vastbesloten zijn dat deze doden niet vergeefs zullen zijn gestorven; dat in deze natie, onder God, een nieuwe vrijheid zal opleven; en dat de regering van het volk, door het volk, voor het volk, niet van de aarde zal vergaan.